# Guillermo Pont
Guillermo Pont Serra (Palma de Mallorca, España, 12 de julio de 1921 - 27 de octubre de 2000) fue un futbolista español que se desempeñaba como defensor.

## Clubes
| Club           | País   | Año         |
| -------------- | ------ | ----------- |
| Real Madrid CF | España | 1946 - 1952 |
| CD Málaga      | España | 1952 - 1953 |